# Барсегян, Сурен Мишаевич
Сурен Мишаевич Барсегян (11 июня 1967, Ереван, Армянская ССР, СССР) — армянский военный деятель, командир Добровольческого отряда, герой Арцаха.

## Боевой путь
В июне-июле 1989 года в Шаумянском районе Еревана был сформирован добровольческий отряд «Малатия» во главе с Ваганом Затикяном. В 1989 году Сурен Мишаевич Барсегян входя в состав отряда «Малатия» в сентябре-декабре 1989 года участвовал в самообороне сел Корнидзор, Аревис и Тех Горисского района, в январе 1990 года — в самообороне Ерасхавана, в боевых действиях на приграничной зоне Джермука (Кельбаджар), в августе-сентябре — в самообороне сел Воскепар, Киранц, Баганис Ноемберянского района.
В феврале-апреле 1991 года принимал участие в самообороне Геташена.
Командир отряда «Малатия» Ваган Затикян по требованию населения Шаумяновского района Еревана был избран председателем районного исполнительного комитета. Обязанности командира взял на себя Акоп Вртанесович Акопян. Сурен Барсегян был назначен заместителем командира отряда «Малатия» по военной части. В августе-сентябре 1991 года участвовал в самообороне Гадрута, в октябре-ноябре 1991 года — в самообороне сел Иджеванского района, в феврале 1992 года — в захвате сел Малыбейли, Гушчулар, Карадаглу, Ходжалы, в мае-июне 1992 года — в самообороне сел Нахичеваник, Перджамал, Аразами Аскеранского района, в августе-сентябре 1992 года — в самообороне сел Храморт Аскеранского района, в ноябре-декабре 1992 года — в захвате Лачинского района, в марте-апреле 1993 года — в захвате Кельбаджара, с августа 1993 года по март 1994 года отряд Малатии в составе 5-й бригады участвовал в освобождении районов и сел Горадиза, Мартакерта.
После ранения Акопа Акопяна в Мартакерте Сурен Барсегян взял на себя обязанности командира отряда.
В апреле-мае 2016 года находился в мотострелковой роте N-ской воинской части МО РА, был заместителем командира мотострелкового батальона, командиром добровольцев, находился на передовой Армии обороны НКР.
Во время 44-дневной войны 2020 года с 29 сентября находясь в составе Гадрутского оборонительного полка, участвовал во всех военных действиях до окончания войны.

## Военная деятельность
С 5 апреля 1994 года по 25 июля 1994 года был командиром квартальной службы Шаумяновского района.
В мае-июне 1997 года был заместителем командира полка на территории Горадиза 114-го зоны обороны.
1994—1998 гг. был председателем отделения Союза добровольцев «Еркрапа» Малатия-Себастия.
1998—2004 гг. был заместителем председателя Ереванского городского отделения Союза добровольцев «Еркрапа».
1998—2004 гг. был членом правления Союза добровольцев «Еркрапа», полковник резерва.
В 2016 году основал общественную организацию «Добровольческие отряды ополчения».
Исходя из ситуации, сложившейся со 2 апреля 2016 года в приграничных районах НКР, возглавил «Добровольческие отряды ополчения», отбыв в N-скую воинскую часть МО РА, в течение всего времени находился в этой же воинской части. С 4 по 25 мая того же года находился под командованием Армии обороны НКР на передовой.
С апреля 2019 года по январь 2020 года был заместителем председателя правления Союза добровольцев «Еркрапа».
По инициативе общественной организации «Добровольческие отряды ополчения» приказами МО РА и Армии обороны Арцаха с 29 сентября 2020 года до окончания войны вместе со вторым батальоном в составе Гадрутского оборонительного полка участвовал (руководил) в обороне Карахамбели (Физули), выполнял боевые задачи, необходимые действия. На этих участках в течение всего времени боевая линия была незыблемой. Ранен 28 октября.

## Награды
21 сентября 1996 года указом Президента Республики Армения награждён медалью «За боевую службу».
22 ноября 1997 г. приказом министра обороны РА награждён медалью «Маршал Баграмян».
8 мая 2001 года награждён медалью «Материнская благодарность» НКР.
14 мая 2002 года Президентом НКР награждён медалью «Мужество».
8 мая 2003 г. приказом министра обороны РА награждён медалью «Полководец Вазген Саргсян».
21 июня 2003 года Президентом НКР награждён медалью «Боевой крест» второй степени.
11 июня 2007 г. приказом министра обороны РА награждён медалью «Гарегин Нжде».
1 июля 2016 года приказом министра обороны РА награждён медалью «Андраник Озанян».
Дважды был награждён именным оружием Премьер-министром Республики Армения. Он также был награждён личным оружием Армии обороны НКР.
Указом от 23 января 2017 года Президентом Республики Армения награждён медалью «Мужество».
29 октября 2020 года решением Президента НКР Араика Арутюняна Сурену Барсегяну «за исключительные заслуги перед Республикой Арцах в деле защиты и безопасности Родины» присвоено высшее звание «Герой Арцаха».